# Partito Popolare Cattolico
Il Partito Popolare Cattolico (in olandese: Katholieke Volkspartij - KVP) fu un partito politico dei Paesi Bassi operativo dal 1945 al 1980.
Di orientamento cristiano-democratico e rivolto alla comunità cattolica, nel 1980 confluì, insieme al Partito Anti-Rivoluzionario e all'Unione Cristiana-Storica, legati invece all'elettorato protestante, in un nuovo soggetto politico, Appello Cristiano Democratico.